# Tak Mār
Tak Mār (persiska: تک مار) är en ort i Iran.   Den ligger i provinsen Khorasan, i den nordöstra delen av landet, 600 km öster om huvudstaden Teheran. Tak Mār ligger 961 meter över havet och antalet invånare är 635.
Terrängen runt Tak Mār är platt, och sluttar söderut.Runt Tak Mār är det glesbefolkat, med 19 invånare per kvadratkilometer. Närmaste större samhälle är Kondor, 4,3 km väster om Tak Mār. Trakten runt Tak Mār är ofruktbar med lite eller ingen växtlighet.